# شهرستان فورسایت (کارولینای شمالی)
شهرستان فورسایت، کارولینای شمالی (به انگلیسی: Forsyth County, North Carolina) یک سکونتگاه مسکونی در ایالات متحده آمریکا است که در کارولینای شمالی واقع شده‌است.

## خصوصیات
شهرستان فورسایت ۱٬۰۶۹٫۶۷ کیلومترمربع مساحت دارد.